# New Masses
New Masses (1926–1948) va ser una revista marxista estatunidenca vinculada amb el Partit Comunista dels Estats Units d'Amèrica. Va succeir tant a The Masses (1912-1917) com a The Liberator. Més endavant, New Masses es va fusionar amb Masses & Mainstream (1948–1963). Amb l'arribada de la Gran Depressió el 1929, els EUA es van tornar més receptius a les idees de l'esquerra política i New Masses va tenir una gran influència en els cercles intel·lectuals, esdevenint una publicació setmanal a partir del gener de 1934. La revista ha estat considerada «l'òrgan principal de l'esquerra cultural estatunidenca a partir de 1926».

## Història
New Masses es va publicar a la ciutat de Nova York el 1926 en col·laboració d'un conjunt d'escriptors i artistes independents. La redacció de New Masses comptava amb Hugo Gellert, John F. Sloan, Max Eastman, Mike Gold, Joseph Freeman, Granville Hicks, Walt Carmon i James Rorty, i col·laboradors com ara William Carlos Williams, Theodore Dreiser, John Dos Passos, Upton Sinclair, Richard Wright, Ralph Ellison, Dorothy Parker, Dorothy Day, John Breecher, Langston Hughes, Eugene O'Neill, Rex Stout, Ernest Hemingway i Aaron Copland.
La gran producció d'art socialista dels anys 1930 i 1940 va ser un intent de crear una cultura radical en conflicte amb la cultura de masses. Amb una mentalitat d'oposició, aquest front cultural va ser un període ric de la història estatunidenca que l'historiador Michael Denning ha designat com un «segon renaixement americà» perquè va transformar permanentment l'american modernism i la cultura popular.
Un nombre substancial de poemes, contes, peces periodístiques i «esbossos» quasi autobiogràfics van dominar la revista en el seu inici atès que la revista destacava la presència de corresponsals treballadors a les seves pàgines «per a fer de l'obrer-escriptor una realitat a la premsa radical». Així, la lluita de classes s'havia d'expandir a l'àmbit literari i donar suport a la revolució política.

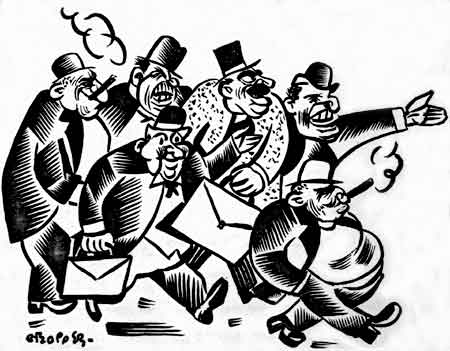
ew Masses va incloure l'art polític d'una sèrie de dibuixants destacats com William Gropper

El 1937 New Masses va imprimir el poema contra els linxaments racistes d'Abel Meeropol «Strange Fruit», que més tard es va popularitzar amb la cançó de Billie Holiday.
A finals de la dècada del 1930, New Masses va donar suport al moviment de front popular del Partit Comunista com a resposta a l'auge del feixisme i la Guerra Civil espanyola.
Tot i que la revista va donar suport a aquests objectius, la dècada del 1940 va comportar importants problemes teòrics i pràctics a la publicació a causa del Pacte Mólotov-Ribbentrop i els Judicis de Moscou, alhora que va haver d'enfrontar un anticomunisme virulent i a la censura durant la Segona Guerra Mundial. El 1948, l'editora Betty Millard va publicar l'influent article «Woman Against Myth», que examinava i explicava la història del moviment feminista als EUA i a l'URSS. El 1948, la revista es va fusionar amb un altre trimestral comunista per formar Masses & Mainstream (1948–1963).